# Municipio di Dunedin
Il Municipio di Dunedin (in inglese: Dunedin Town Hall) è un edificio storico, sede municipale della città di Dunedin in Nuova Zelanda.

## Storia
L'edificio venne eretto tra il 1878 e il 1880 secondo il progetto dell'architetto Robert Lawson che riprese e modificò un progetto redatto da Thomas Bedford Cameron. La posa della prima pietra avvenne il 23 maggio 1878.
Tra il 1928 e il 1930 una nuova campagna di costruzione portò all'aggiunta di due sale concerti al complesso dell'edificio.

## Descrizione
Il palazzo, di stile neorinascimentale, sorge sull'Ottagono di Dunedin e presenta una facciata simmetrica caratterizzata al centro da una torre.

## Galleria d'immagini

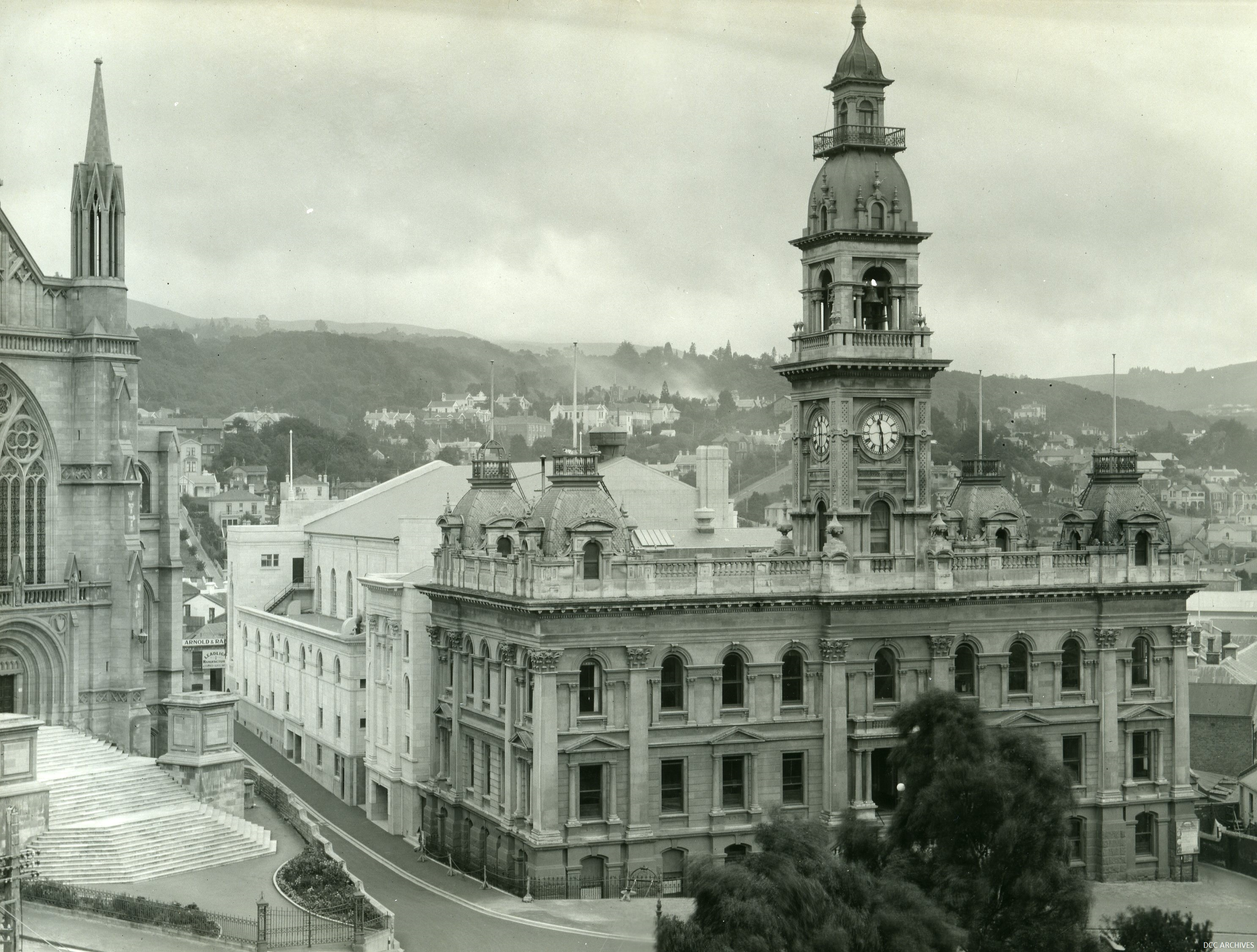
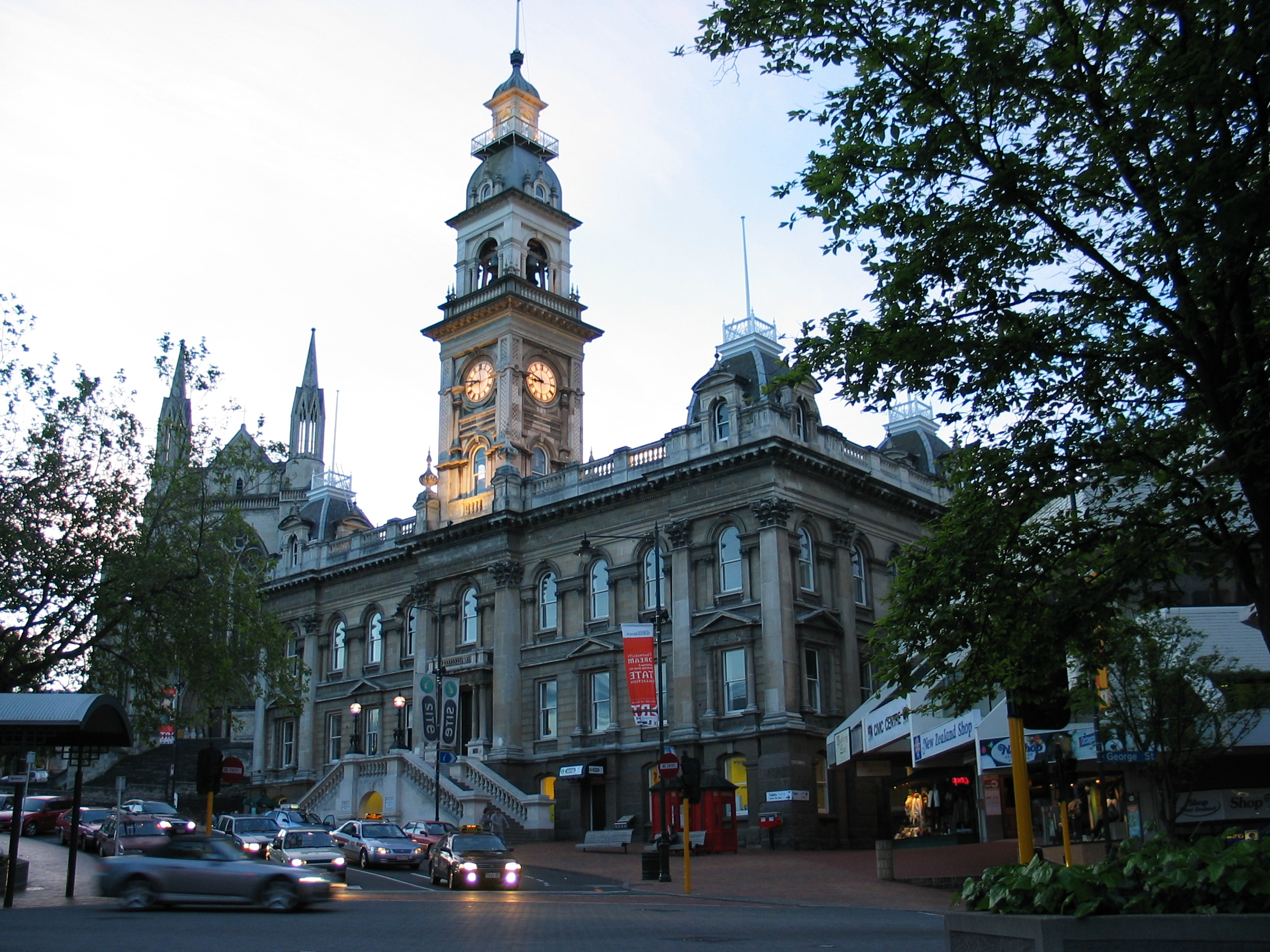
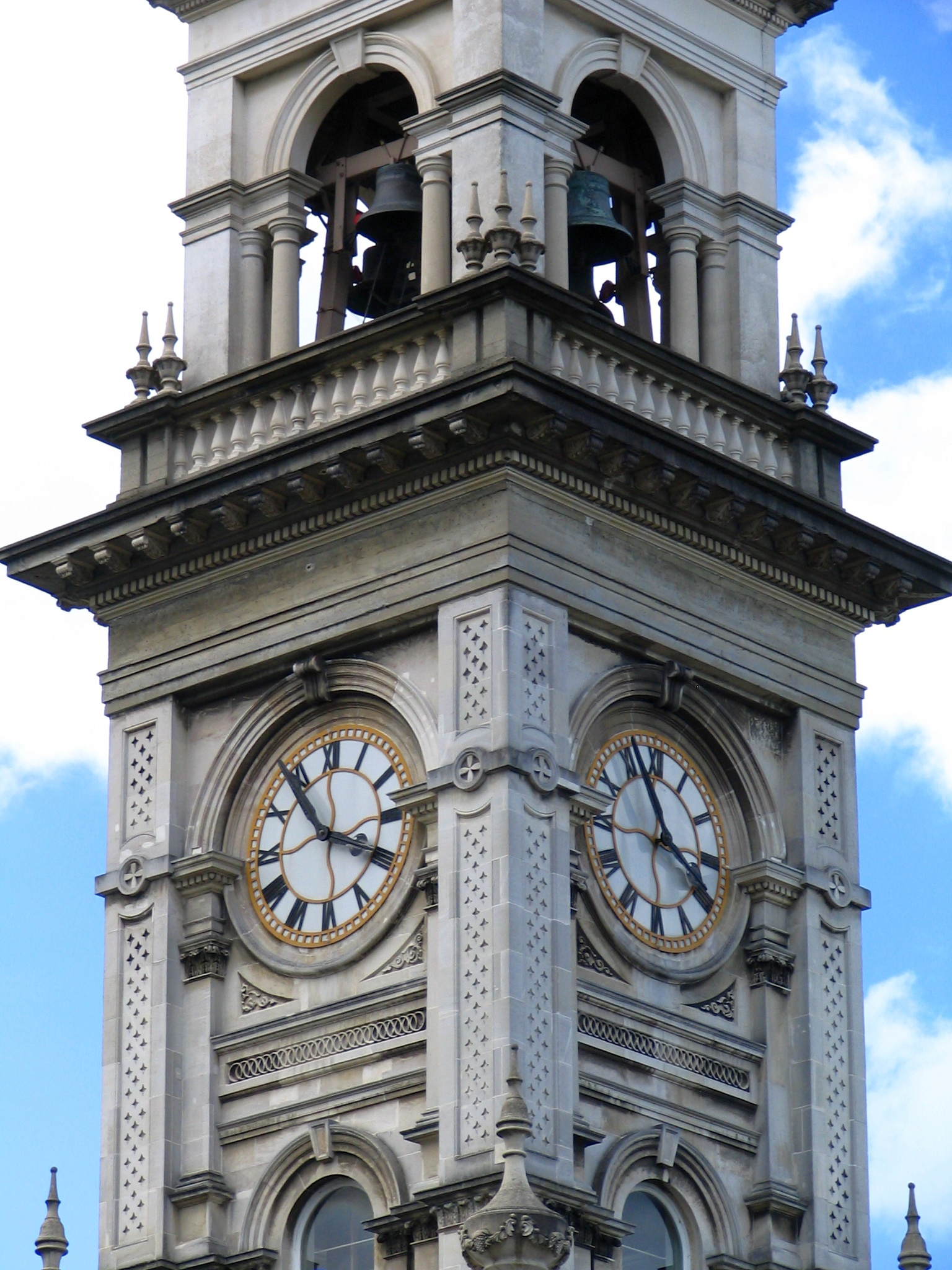